# (10924) Mariagriffin
(10924) Mariagriffin est un astéroïde de la ceinture principale.

## Description
(10924) Mariagriffin est un astéroïde de la ceinture principale. Il fut découvert le 29 janvier 1998 à Cocoa par Ian P. Griffin. Il présente une orbite caractérisée par un demi-grand axe de 3,04 UA, une excentricité de 0,05 et une inclinaison de 10,6° par rapport à l'écliptique.

## Compléments